# Autoportrait à la pendule
Autoportrait à la pendule est un tableau réalisé par le peintre français Marc Chagall en 1947. Cette huile sur toile est un autoportrait dominé par la tête d'âne rouge qui redouble celle de l'artiste. Elle est conservée dans une collection privée.